# Carteia
Carteia, grec Καρτηίᾳ, est une ville de l'Espagne antique, dans la Bétique, près du détroit d'Hercule, et un peu au nord de Calpe, chez les Bastules.

## Localisation
Le site de Carteia est au fond de la baie de Gibraltar, sur la municipalité de San Roque, entre l'embouchure du Guadarranque (es) à l'ouest et la grande raffinerie en bord de littoral à l'est. La petite ville de San Roque est à environ 3 km au nord-est,.
Sa position au détroit de Gibraltar, les « colonnes d'Hercule » antiques, point de passage obligé vers l'Atlantique, est un élément essentiel dans tous les aspects de cette ville.

## Description
Près de 40 ans d'excavations par des équipes successives de chercheurs ont mis au jour des parties des murailles, un théâtre, une partie de ce qui est peut-être un macellum (un marché en espace clos), une partie de thermes, une domus, et une partie d'un forum situé sur une élévation naturelle connue comme el cortijo del Rocadillo.
Sa surface est d'environ 27 ha.
De l'époque romaine, le théâtre romain montre encore des vestiges de cavea, la scène et 2/3 des gradins. Les espaces les plus caractéristiques des thermes romains sont encore identifiables : caldarium, tepidarium et une natatio (es) (piscine). Il reste aussi çà et là quelques pans des murailles romaines.
Une domus bordait le forum ; on reconnaît encore les vestiges de son atrium. Elle était séparée de l'ancien podium républicain par une zone de passage. Toute sa partie arrière a disparu à la suite de l'effondrement de la terrasse à cet endroit. 
De l'époque wisigothe datent un grand nombre de tombes faites en matériaux réutilisés provenant d'édifices antérieurs proches du temple.
La Torre Cartagena se trouve tout contre un foisonnement de tuyaux de la raffinerie, dont le passage a détruit une partie des vestiges. L'érosion et les destructions humaines ont cependant laissé
Elle a laissé quelques éléments structurels : 
une escarpe ou piétement sur le côté est de la fortification,
les vestiges d'un parapet dans la partie supérieure du piétement,
des plates-formes adossées à la base des murs? D'autres vestiges, comme des tessons de céramique (plateaux, gourdes), des coquillages (espèces comestibles) et des restes de pisé à l'extérieur du bastion d'accès, sont liés à des lieux de productions des alentours, dont entre autres Algesiras, Gibraltar, Ceuta, Castellar de la Frontera ou Al-Qasr al-Sagir (en).

## Histoire

### Époque phénicienne
Une fois installés à Gadir (Cadix), les Phéniciens choisissent au VIIe siècle av. J.-C. un endroit d'où ils peuvent contrôler le détroit : le Cerro del Prado, qui forme un petit promontoire dominant l'embouchure du Guadarranque au fond de la grande baie de Gibraltar.
À l'époque, l'embouchure du Guadarranque est au pied du Cerro del Prado et est nettement plus large qu'elle ne l'est de nos jours : elle prolonge la baie vers l'intérieur et ses environs immédiats sont des  marais et des bancs de sable.
Au IVe siècle av. J.-C., un nouveau centre urbain est créé, sensiblement plus grand mais surtout plus apte à jouer le rôle de port : c'est Carteia. Les monuments se développent, surtout avec les Barcides qui y appliquent au moins en partie des modèles hellénistiques d'organisation urbaine et territoriale ; les centres urbains sont privilégiés pour leur rôle politique et économique.

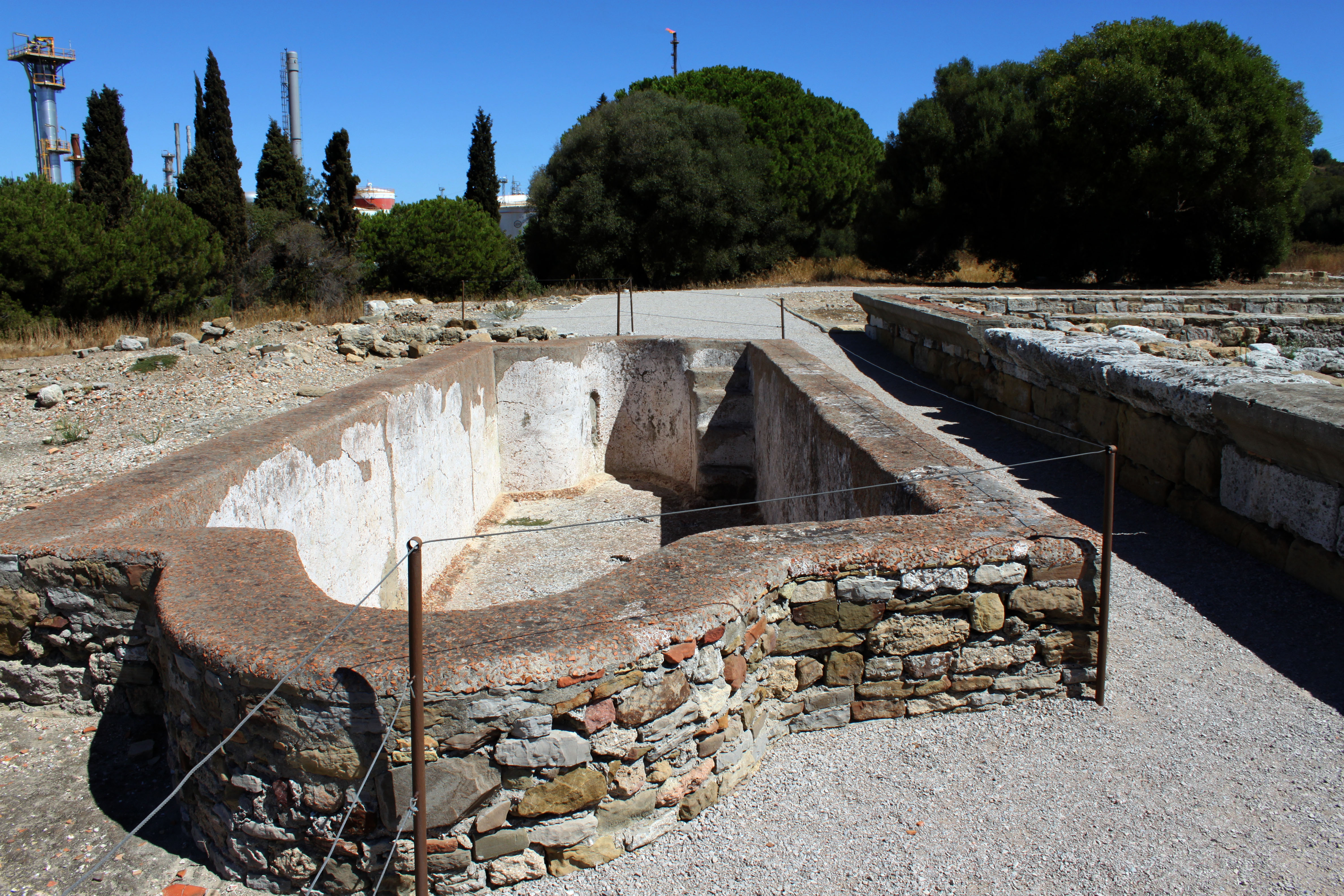
Sur le forum

### Époque romaine
Intervient ensuite l'expansion romaine, la résistance des Carthaginois, et la résultante de cette opposition : les guerres puniques. Comme centre portuaire en plein essor, Carteia joue un rôle considérable pendant la Seconde Guerre punique. En -206, deux batailles y sont livrées, l'une sur terre et l'autre sur mer.
La bataille de Carteia de -206 sur terre (en) oppose les troupes commandées par le Carthaginois Hannon et les troupes commandées par le Romain Gaius Lucius Marcius Septimus (es) – ce dernier sortant victorieux de cette bataille.
La bataille navale de Carteia de -206 (en) oppose les bateaux du Romain Gaius Laelius et ceux du Carthaginois Adherbal (en). Là aussi les Romains sont victorieux. 

Le conflit plus général s'étant également achevé avec la victoire des Romains, ces derniers reconnaissent la valeur stratégique de la ville et l'élèvent au rang de colonie latine (ou colonie de droit latin) – la première avec un tel statut en dehors de l'Italie – en -171 ; Carteia devient l'une des villes privilégiées de l'Empire comme Colonia Libertinorum Carteia,. Noter que selon López Melero (1991), Tite-Live est la seule source concernant la fondation de la colonie Carteia en 171 av. notre ère.

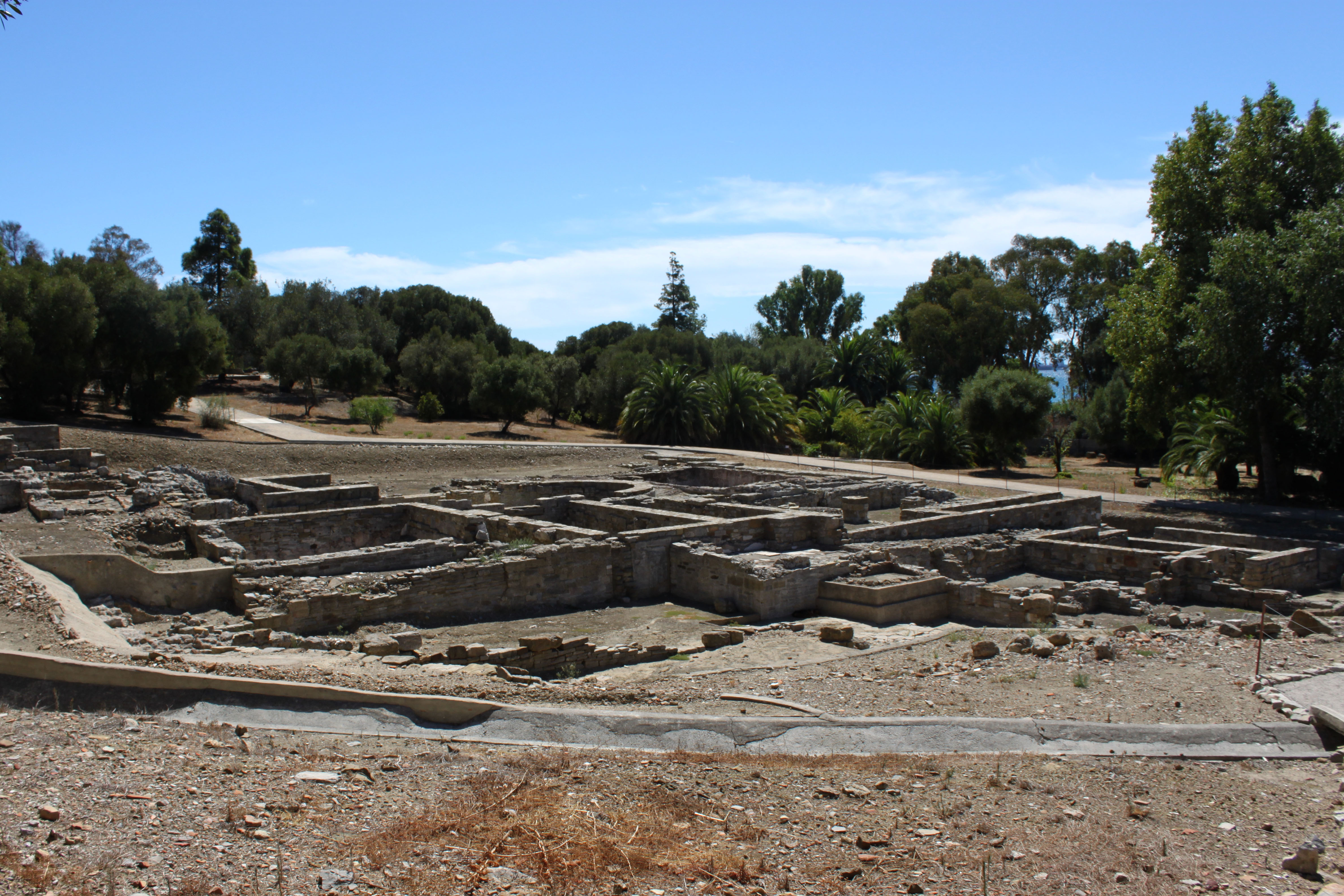
Thermes

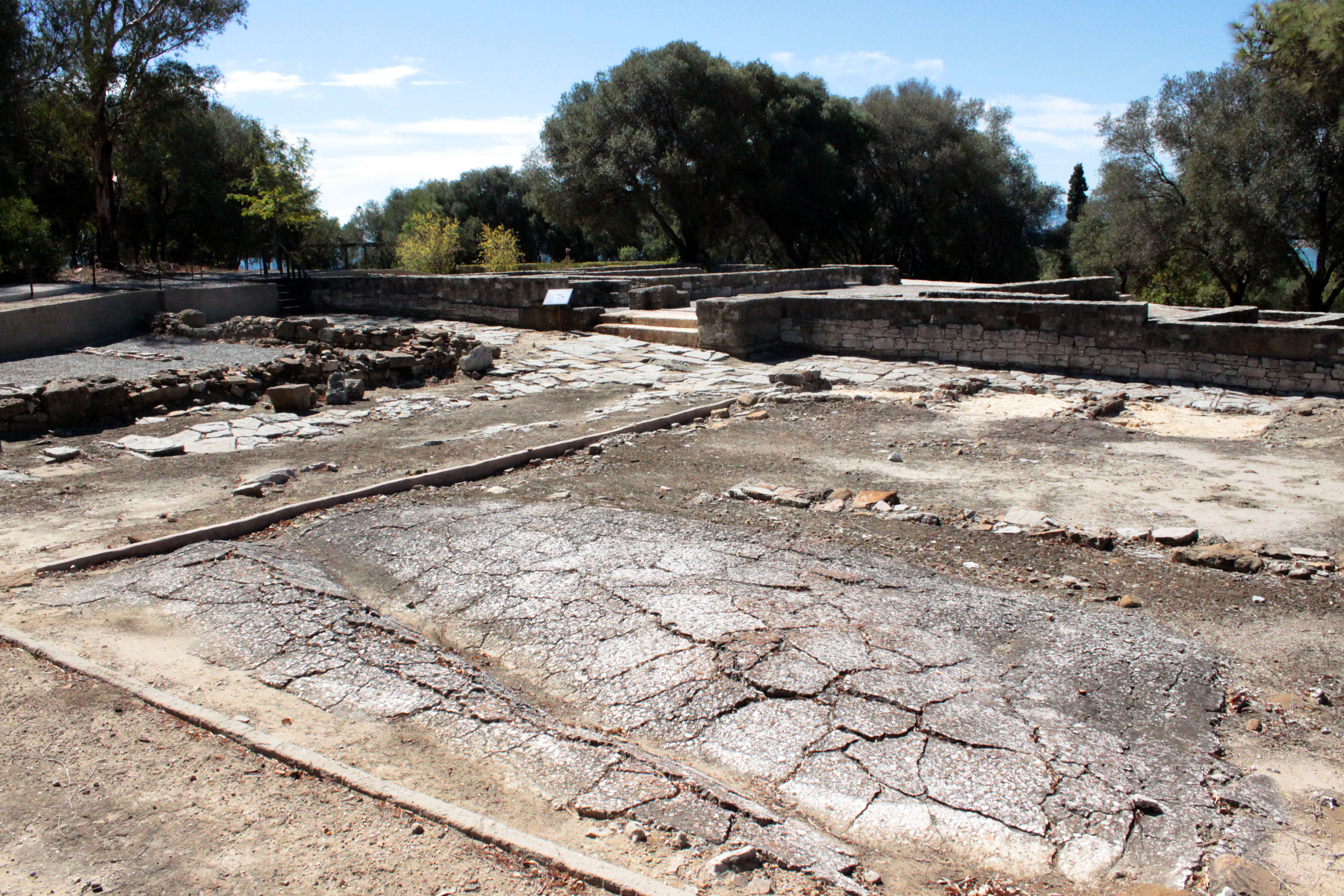
Domus

En 2009 sont découverts dans la "casemate no 2" de l'ancienne muraille punique, réutilisée à l'époque républicaine, un rang de quatre flans, un flan individualisé et quatre monnaies dont trois issues à Carteia (une de -103, une de -45, une du tournant du Ier siècle, la quatrième de type "sacerdos" est estimée dater vers -40 ou -30), déjà mentionnées en 1979 par Chaves Tristán,.
Les trouvailles de monnaies sont relativement fréquentes mais il est rare de trouver des éléments suggérant l'emplacement de l'atelier où elles ont été frappées.
Des fouilles d'urgence sont menées en 2003 et 2004 dans un quartier occupé par des potiers à l'époque romaine : le quartier d'Alfarera à Puente Mayorga (es) (sur San Roque, à 3 km à l'est de l'embouchure actuelle du Guadarranque). Outre le fait de fournir des données intéressantes sur un quartier périurbain de la ville de Carteia, ces fouilles révèlent également un hiatus entre deux périodes de production du quartier de la poterie ; granulométrie, morphoscopie, malacofaune et défauts de cuisson des poteries, ainsi que le rejet de séries de cuisson ultérieures, suggèrent la possibilité d'un tsunami. En 2010 une campagne de huit sondages couvre une zone qui va de la rive gauche de l'actuelle embouchure du fleuve Guadarranque, jusqu'au peuplement phénicien du Cerro del Prado, ou Carteia la Vieja, où se trouve l'embouchure du fleuve au VIIe siècle av. J.-C.. Ces sondages confirment l'existence et l'importance du tsunami détecté en 2003, traçant cet événement à la première moitié du Ier siècle.
Carteia continue à se développer sous les Romains. D'autres villages apparaissent dans la baie de Gibraltar, dont Julia Traducta (où l'on bat monnaie également) sur la rive ouest de la baie et, entre ce dernier et Carteia, un autre probablement appelé Portus Albus (es). Mellaria (en) est à moins de 20 km à l'ouest, sur la côte à l'ouest du Tarifa actuel.
Carteia redevient un théâtre d'action important dans les guerres civiles qui marquent la fin de la République romaine. La bataille navale de Cartia de -46 (en), vers la fin de la guerre civile de César, voit la victoire du légat de César Caius Didius (es) sur le pompéen Publius Attius Varus.
Carteia connaît encore des temps de splendeur pendant le Principat (-27 à 284 environ). Les techniques de construction de la domus située sur le forum la datent de la refonte augustéenne de la ville, entre la fin du Ier siècle av. J.-C. et le début du Ier siècle.
Mais la ville tombe dans une certaine décadence dans les derniers siècles de l'Empire. Les tombes trouvées sur le forum autour et au-dessus des restes du temple républicain et des autres bâtiments de son environnement, suggèrent l'existence d'une église chrétienne.

### Époque maure
Sa position stratégique replace Carteia au premier plan lors de l'invasion maure venue d'Afrique du Nord. Tariq ibn Ziyad arrive dans la région en 711. Une mosquée aurait été construite à Carteia dans un temple préexistant, bien que son existence n'ait pas encore été constatée (en 2011) dans les zones déjà fouillées.
Le nom de la ville est associé à celui d'une forteresse érigée au nord de la vieille ville : hisn Qartayana ou Torre Cartagena.
Cette tour n'a été découverte qu'en 1994 lors de prospection archéologique dans les alentours de Carteia.
Il semble que ce fut d'abord une tour de surveillance érigée au début du XIIIe siècle par le royaume nasride de Grenade après le désastre almohade à Navas de Tolosa (sur La Carolina, province de Jaén). Plus tard, une forteresse mérinide est construite là, s'organisant autour d'une tour-bastion où se trouvait la porte d'accès.
Puis c'est la conquête d'Alphonse XI de Castille au milieu du XIVe siècle. 
Hisn Qartayanna a été abandonné et détruit dans la seconde moitié du XIVe siècle, probablement vers l'année 1379.

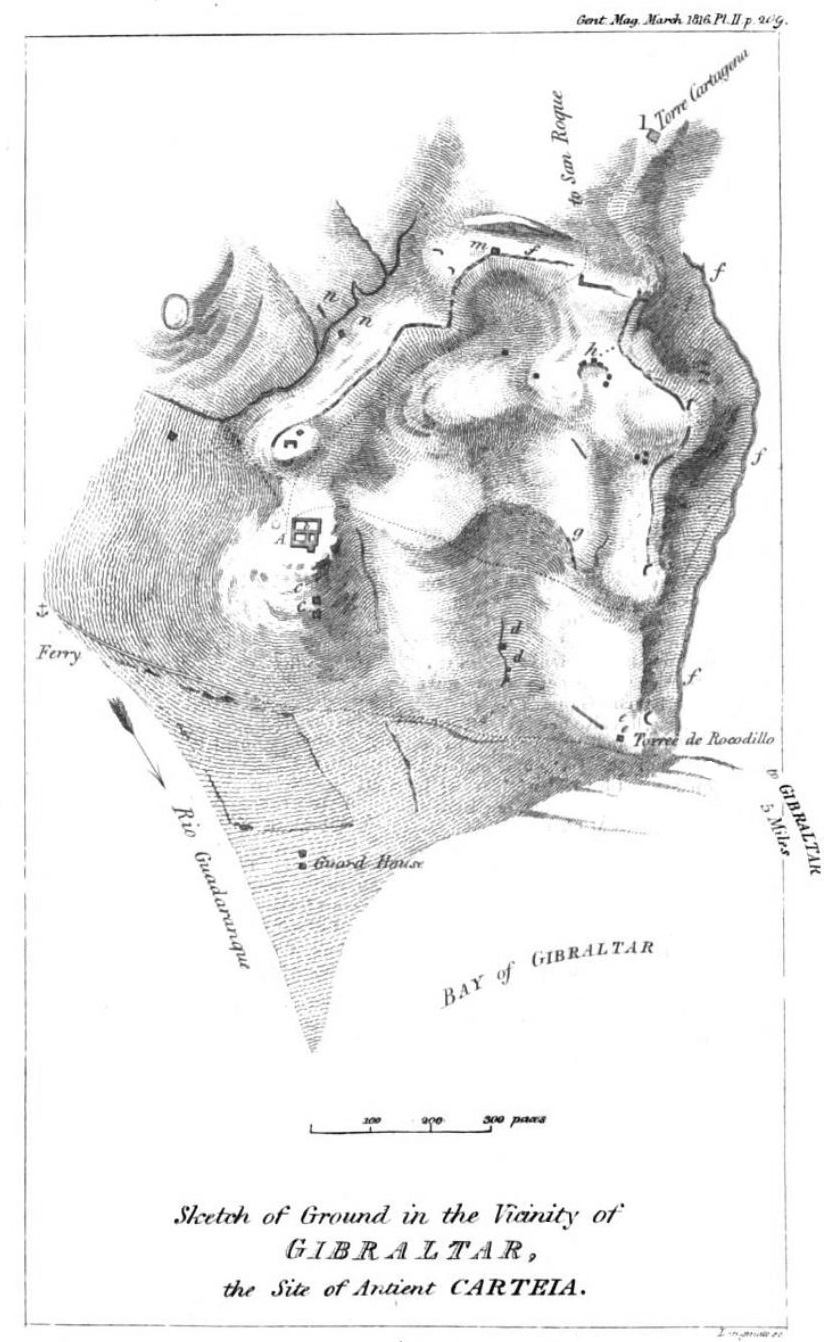
Croquis du site en 1816

## Historique des fouilles et recherches
En 1777 Carter publie une description des ruines du théâtre ; mais ce dernier – qui dans les dernières décades s'est avéré l'un des bâtiments les plus notables de la ville – est aussi signalé dans les publications du XVIe siècle destinées aux voyageurs érudits qui le mentionnent comme un amphithéâtre. Un premier plan est réalisé par William Faden (en) en 1781. Puis en 1816 le magazine de Gibraltar The Gentleman’s Magazine and Historical Chronicle publie un court article par un certain Calpensis intitulé "Account of antient Carteia, and its Remains" ; il nous apprend qu'un groupe de militaires anglais a mené des fouilles sur les lieux pendant la guerre d'indépendance, et il est accompagné d'un plan montrant parfaitement le tracé des remparts. Par contre aucun vestige n'est signalé du côté tourné vers le fleuve, si ce n'est pour quelques lignes à peine esquissées ; ce qui indique que déjà en ce début du XIXe siècle la structure documentée dans cette partie par Carter était totalement rasée. Quelques visiteurs du XXe siècle – avant le début des interventions archéologiques systématiques – ont mentionné des vestiges visibles de la muraille qui ont permis de reconstruire une grande partie de son tracé.
Années 1950
Les travaux archéologiques sur ce site ont commencé dans les années 1950 sous la direction de Julio Martinez Santa-Olalla, alors commissaire général des fouilles archéologiques. Les résultats n'ont  malheureusement pas été publiés, sauf pour un rapport de 1953 qui a été publié en 1995,.
Années 1960
Après Santa-Olalla, Manuel Pellicer réalise en 1964 un plan de la ville de Carteia visant à délimiter la zone archéologique intra-muros pour sauvegarder le site, car la construction de la raffinerie CEPSA est imminente. De 1965 à 1970 des campagnes de fouilles patronnées par la William L. Bryant Foundation réunissent Francisco Collantes de Terán, Concepción Fernández-Chicarro et Daniel Edward Woods,,.
Les travaux de cette période se sont surtout concentrés sur le lieu qu'occupait alors le Cortijo del Rocadillo, bien que d'autres coupes aient été réalisées réparties dans tout le gisement, y compris dans la partie la plus septentrionale du gisement, correspondant à la muraille. Parmi les campagnes de terrain engagées, seuls les résultats de la première campagne, menée en 1965, ont été publiés (Woods et al. 1967). Les résultats des années suivantes sont conservés au Musée archéologique de Séville.
La Fondation citée a cessé son parrainage lorsque les recherches archéologiques ont formellement établi que Carteia n'était pas la légendaire ville de Tartessos.
Années 1970-1980
Entre 1971 et 1985 une équipe de l'université de Séville dirigée par Francisco Presedo travaille sur le site.
Années 1990, Carteia 1
Le projet de recherche « Étude historique et archéologique de la ville de Carteia » (Estudio histórico-arqueológico de la ciudad de Carteia) a été lancé en 1994, après son approbation par le Conseil de la culture de la Junta de Andalucia. Entre 1994 et 1999 les fouilles ont été centrées sur le domaine de Cortijo del Rocadillo et sur le château de Torre Cartagena.
Années 2000, Carteia 2
La deuxième phase du « projet Carteia » s'est déroulée de 2006 à 2011.

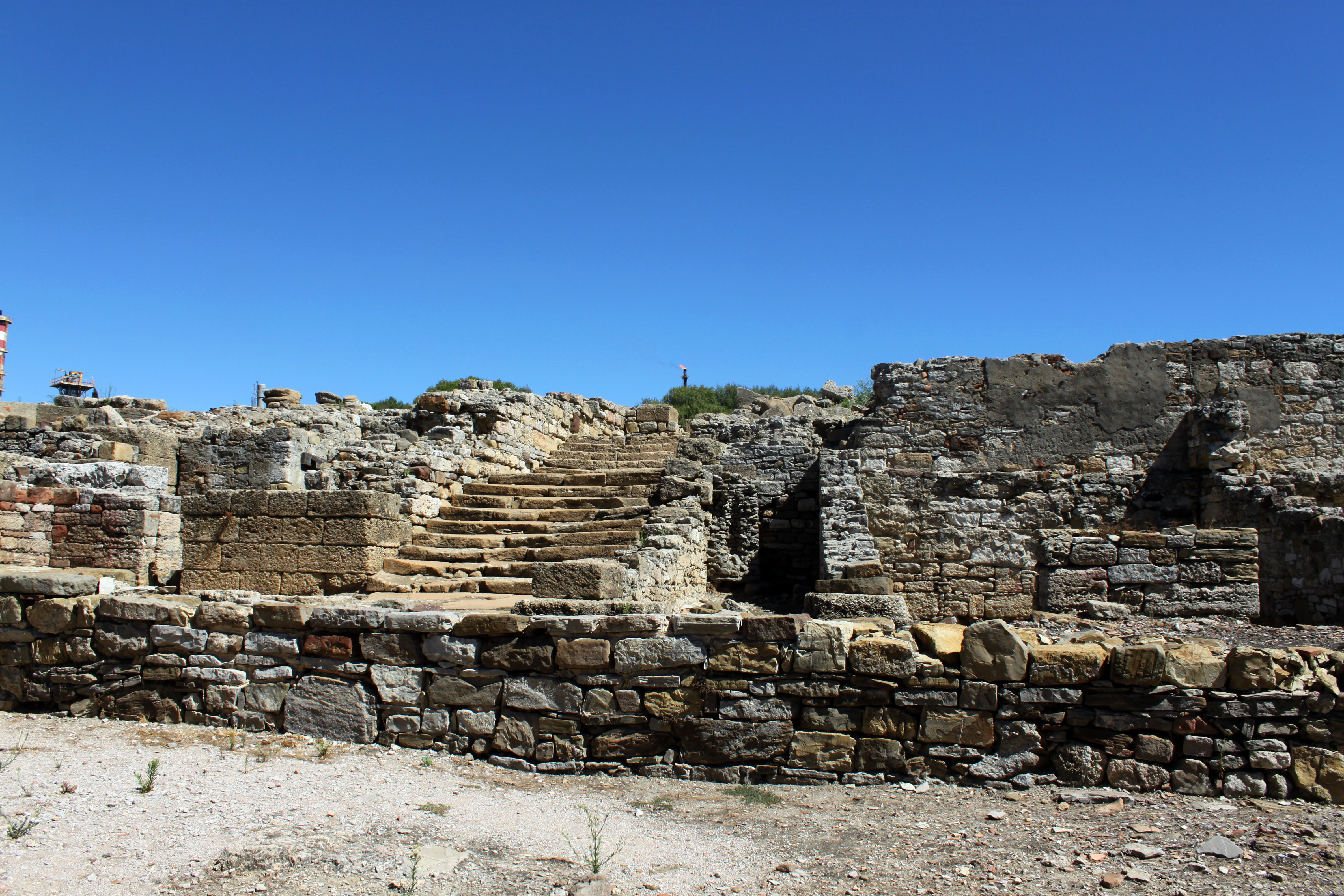
Accès au forum
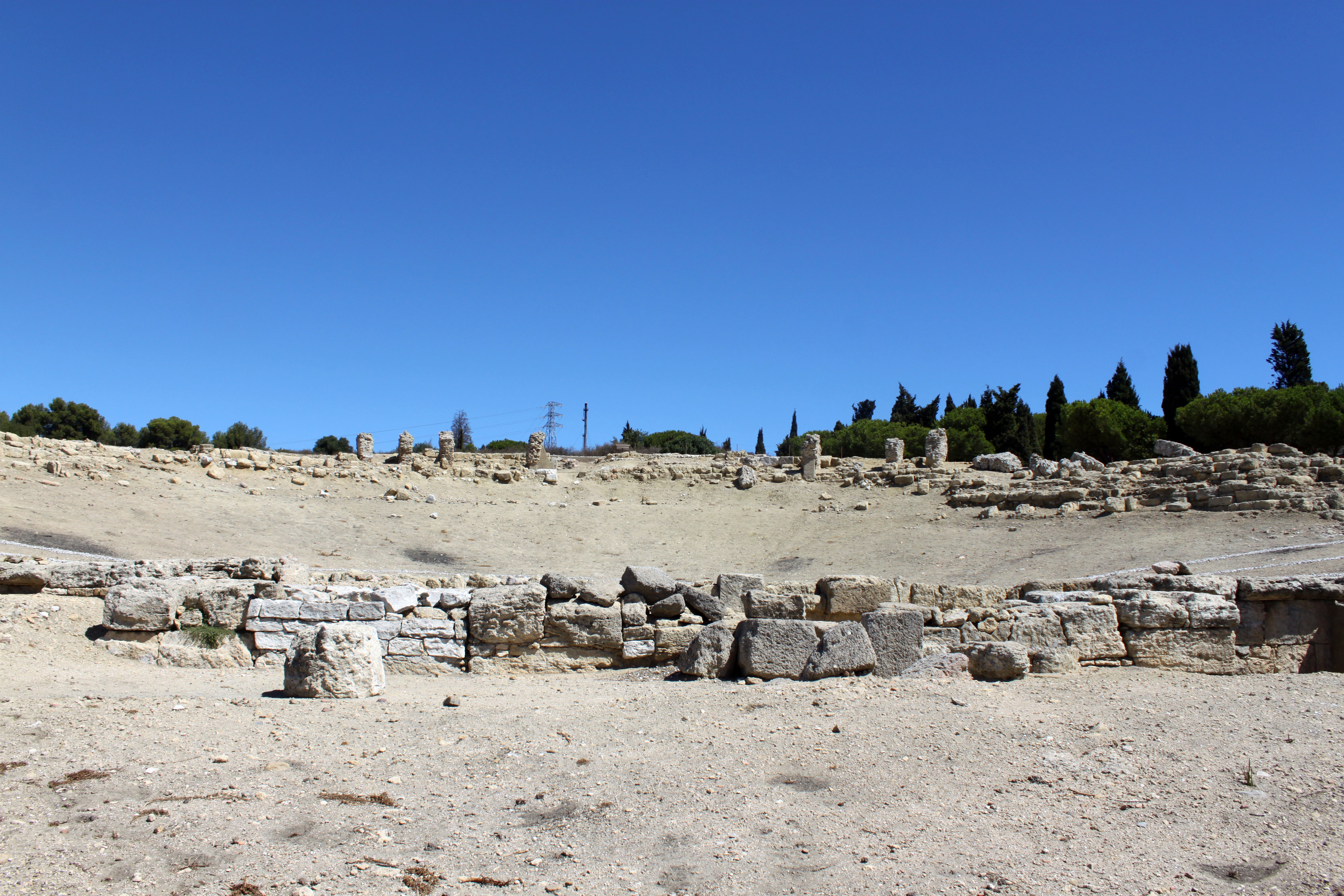
Théâtre
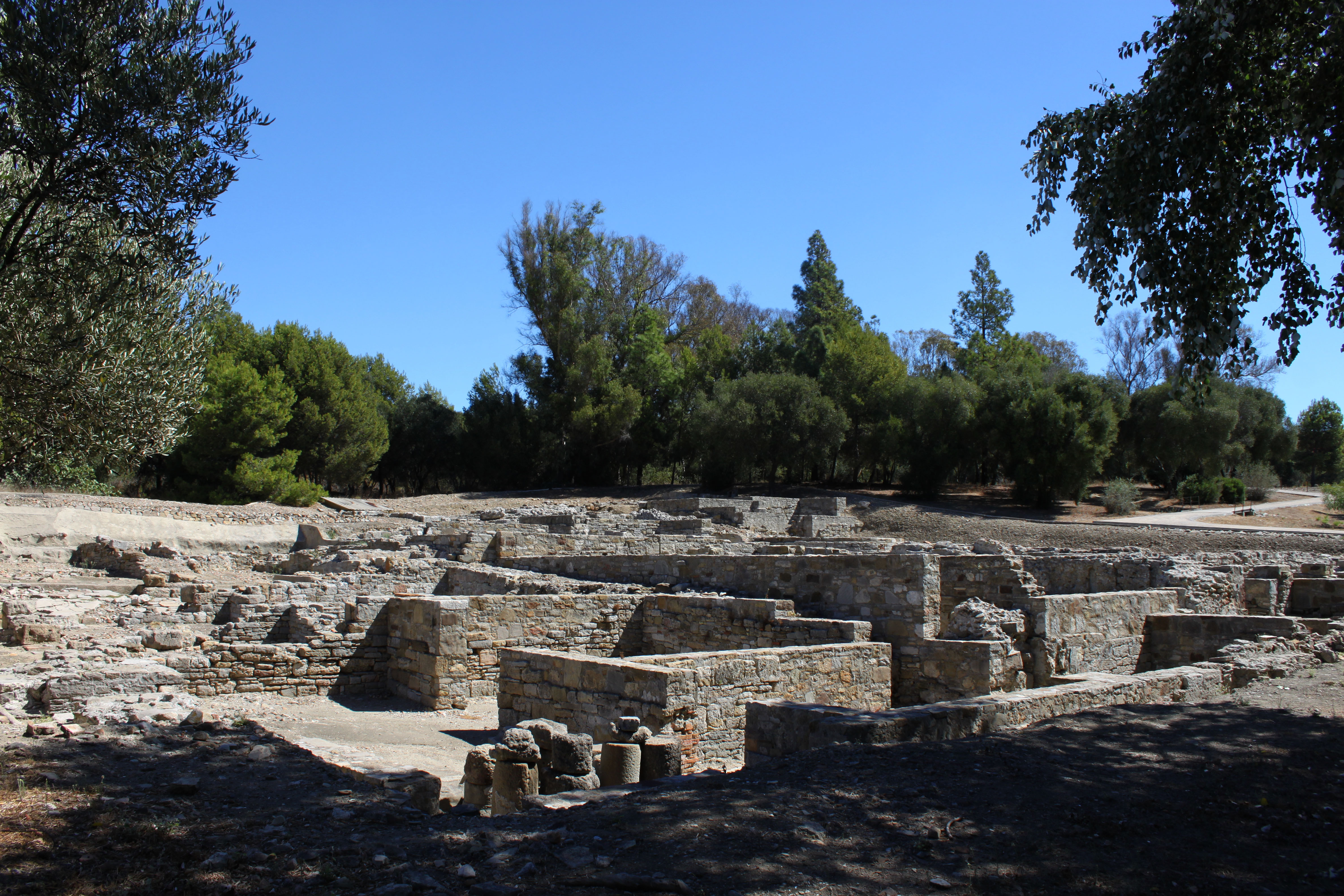
Thermes
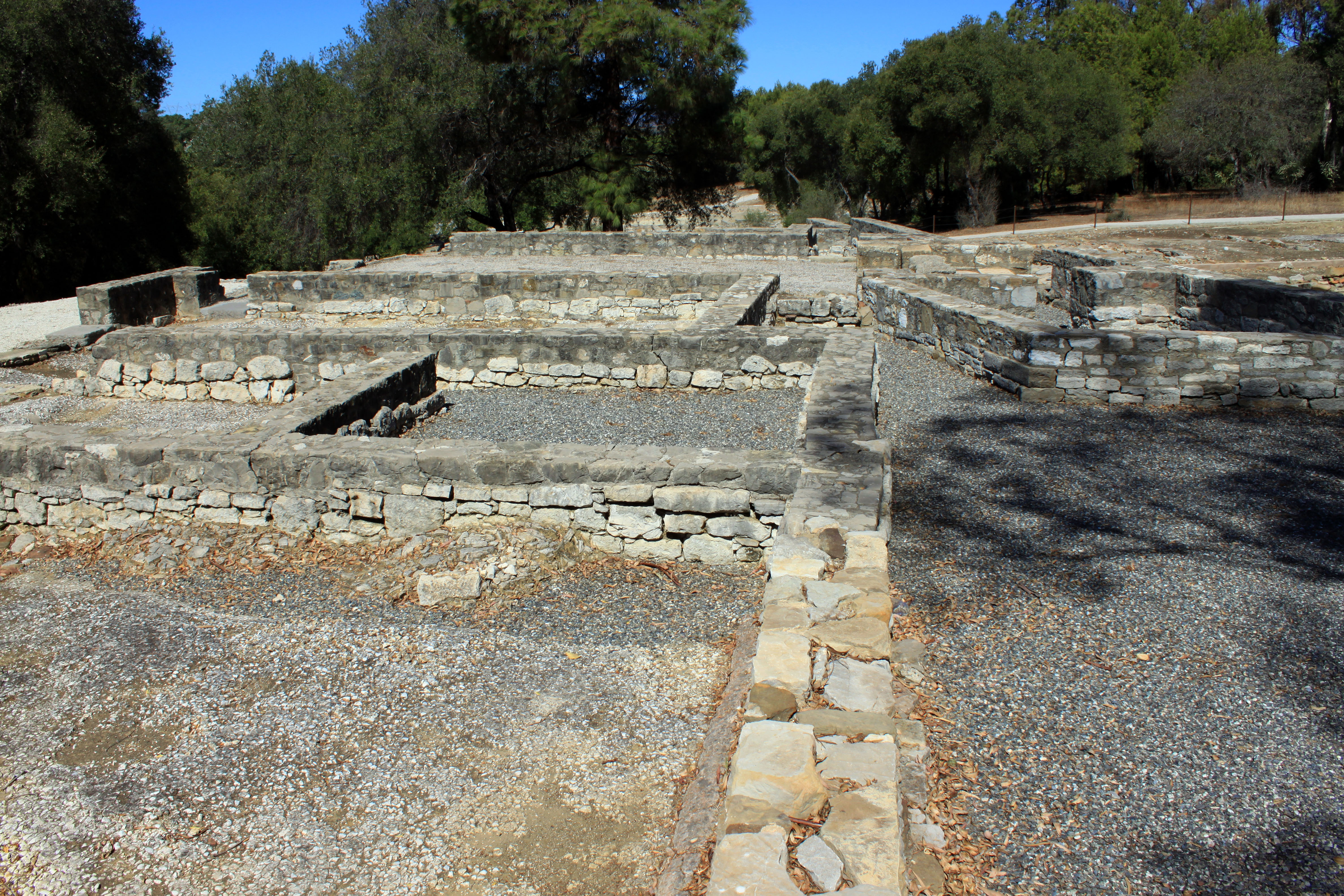
Domus
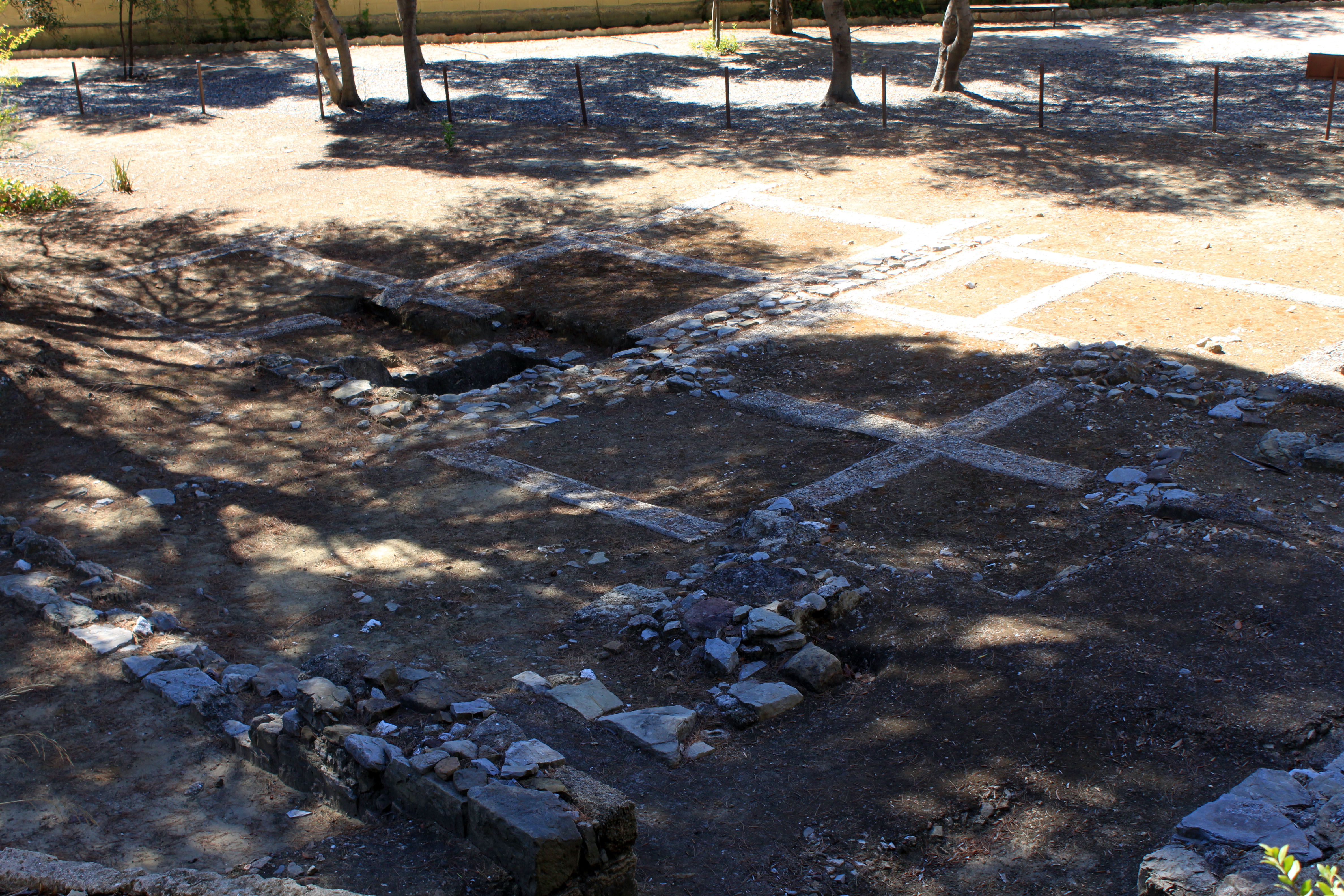
Atelier de salaisons
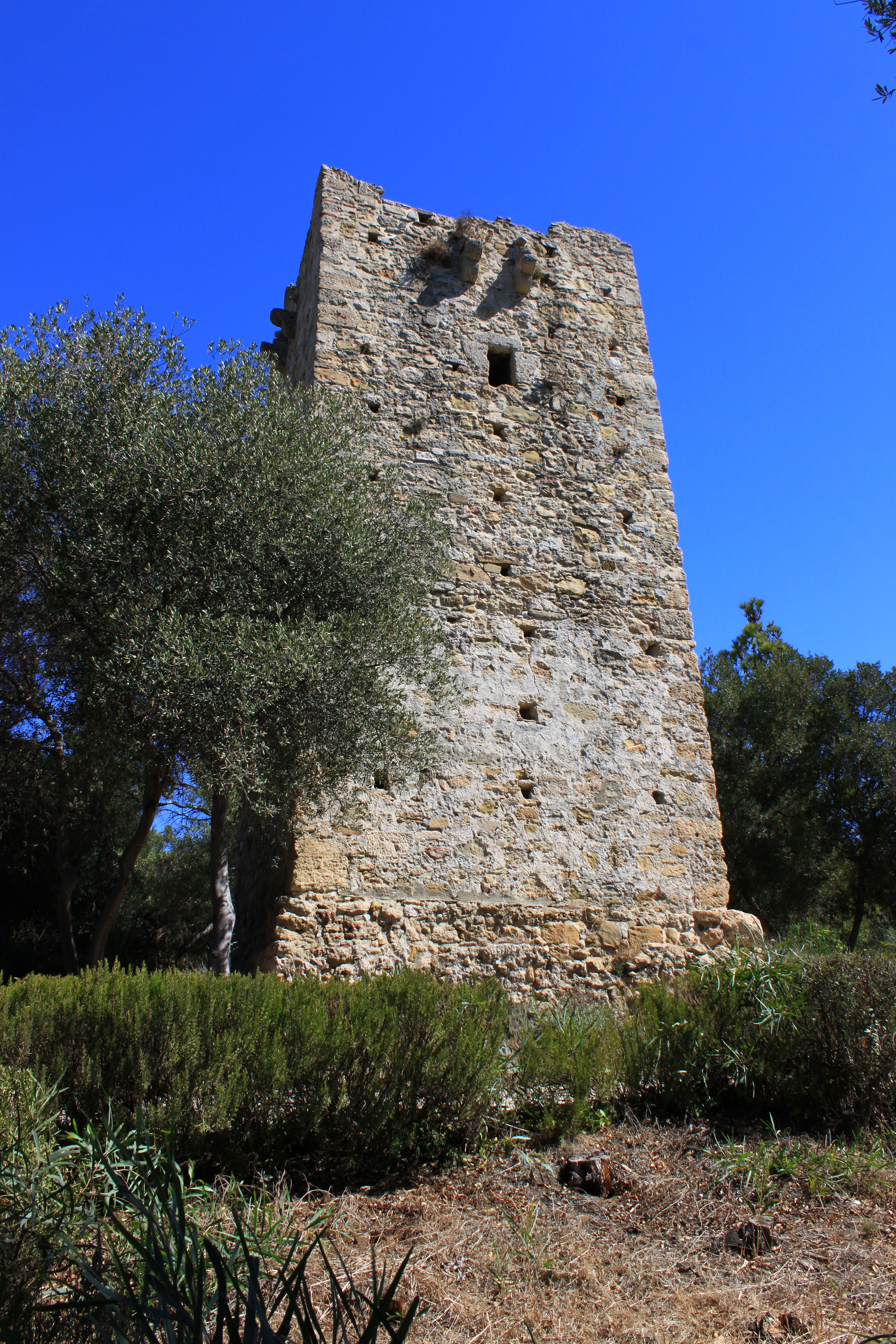
Tour de Rocadillo (es) (XVIe s.)

Plans des parties connues
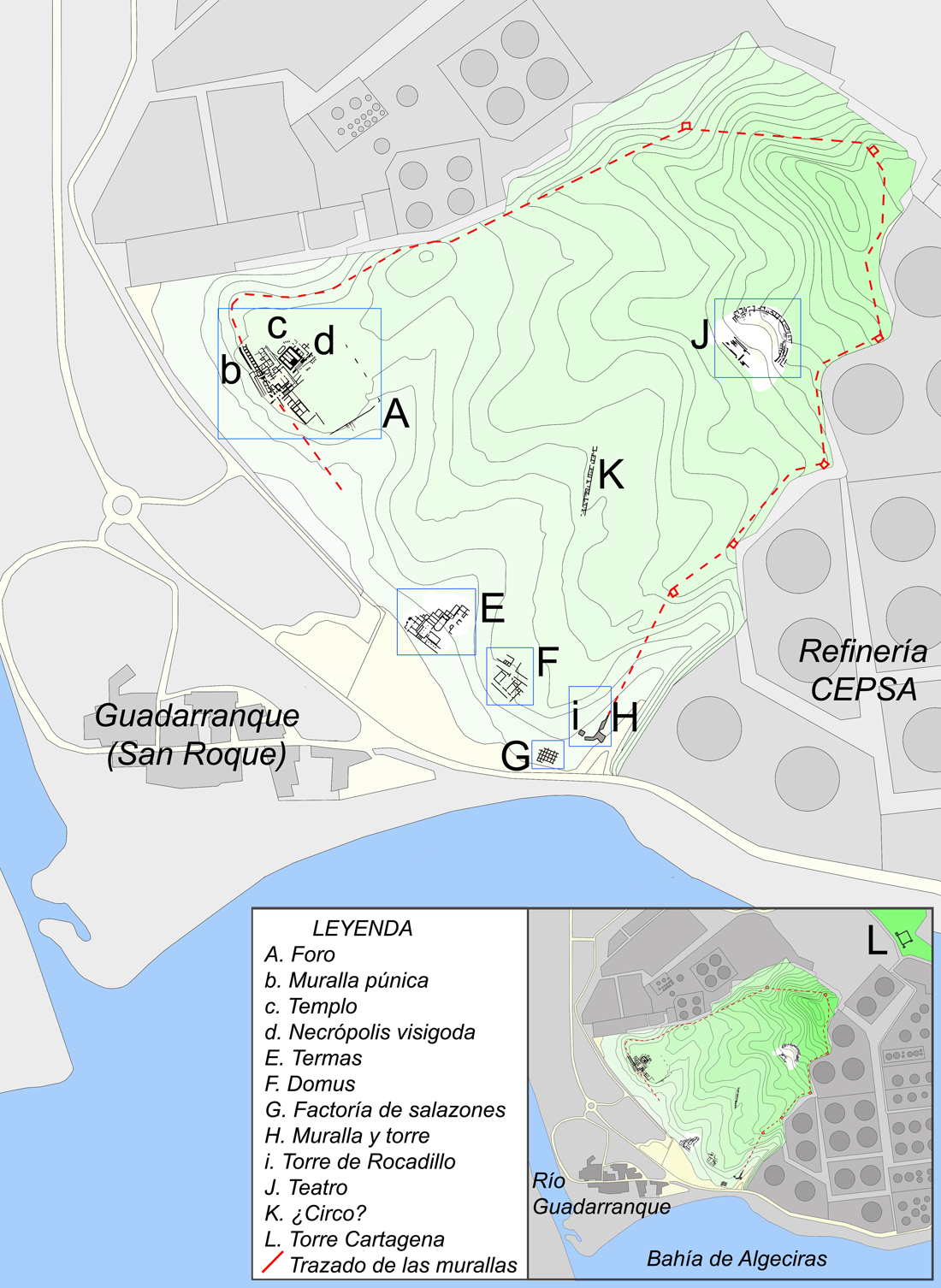
Plan du site
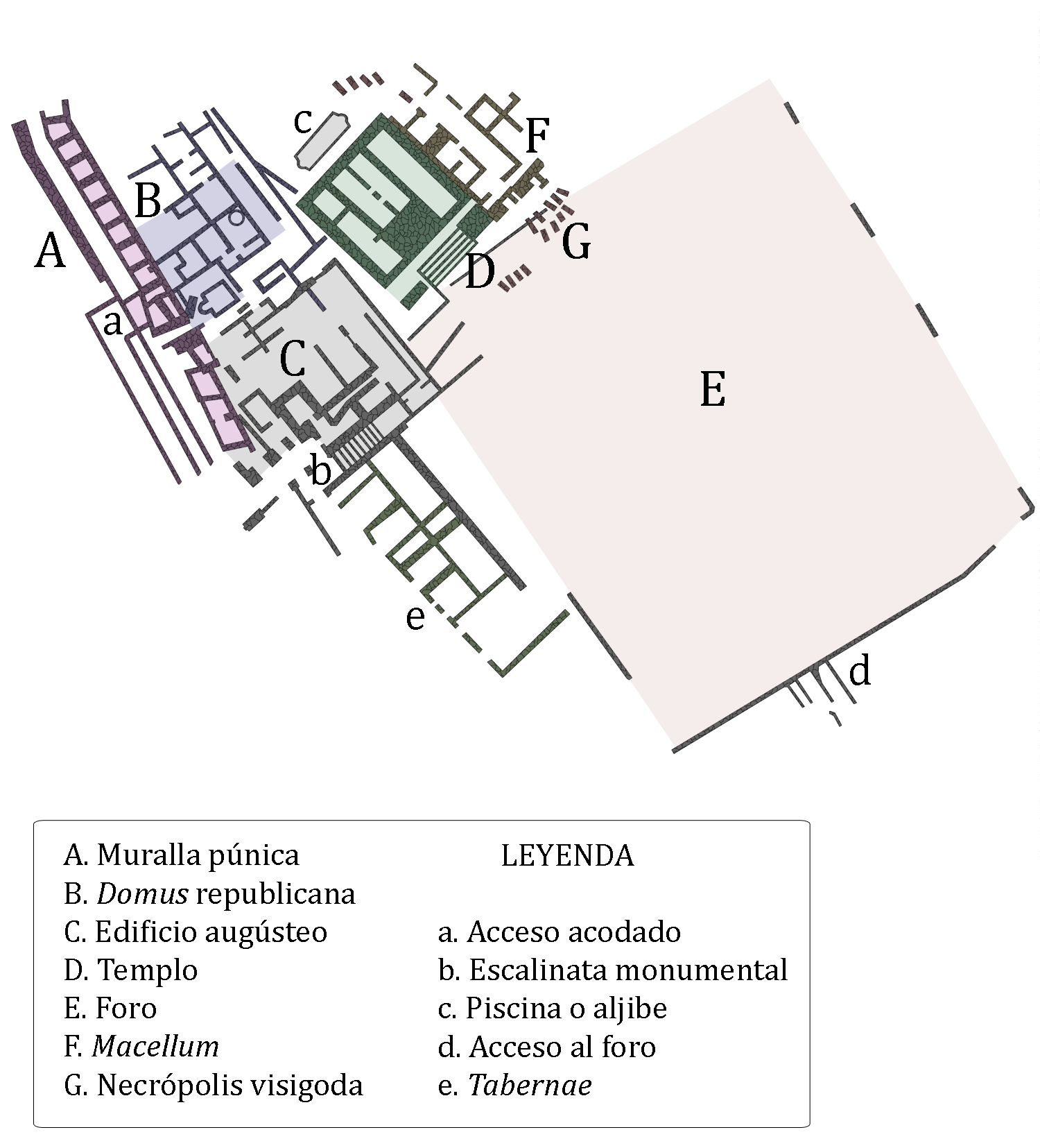
Forum
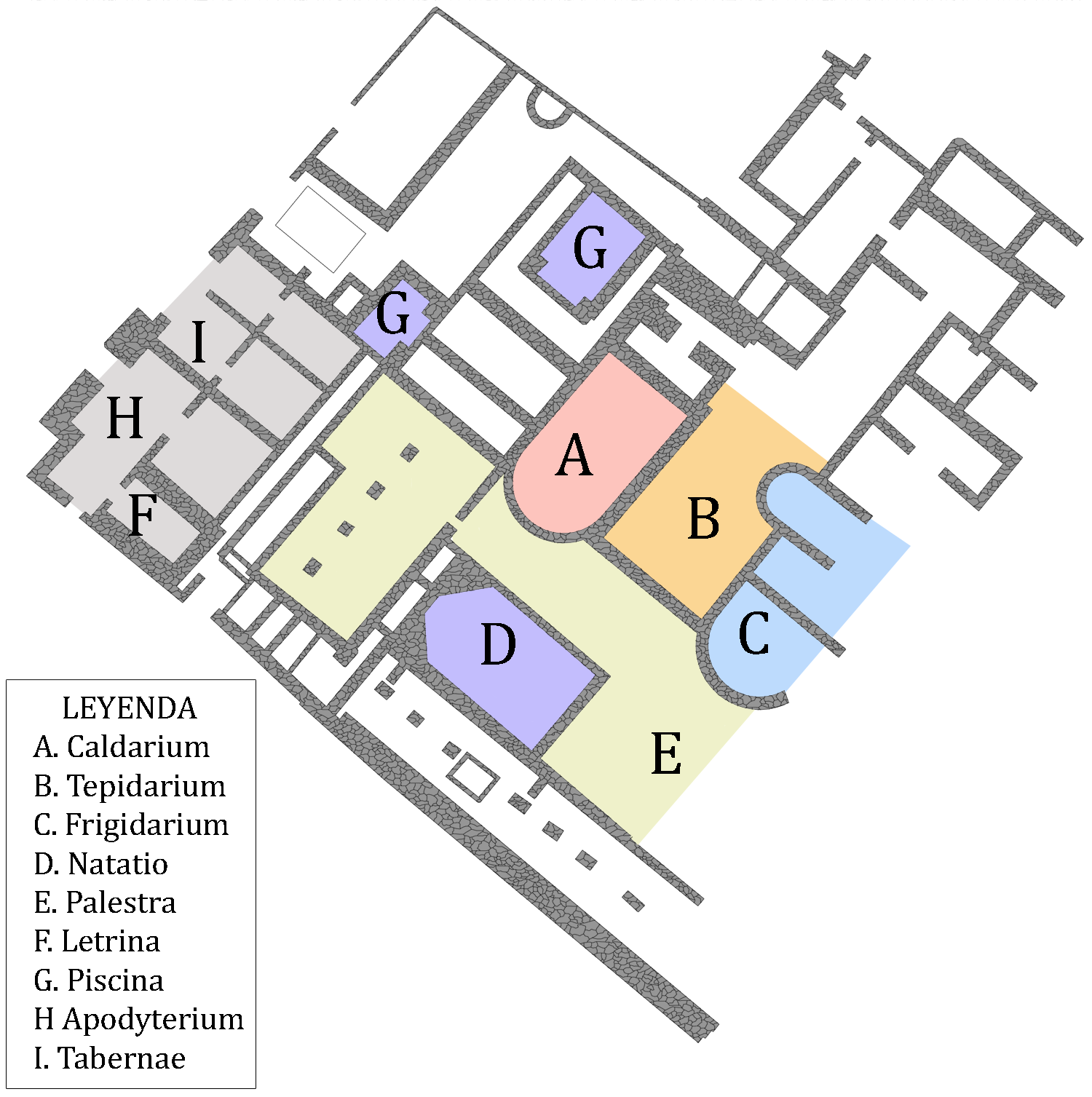
Thermes
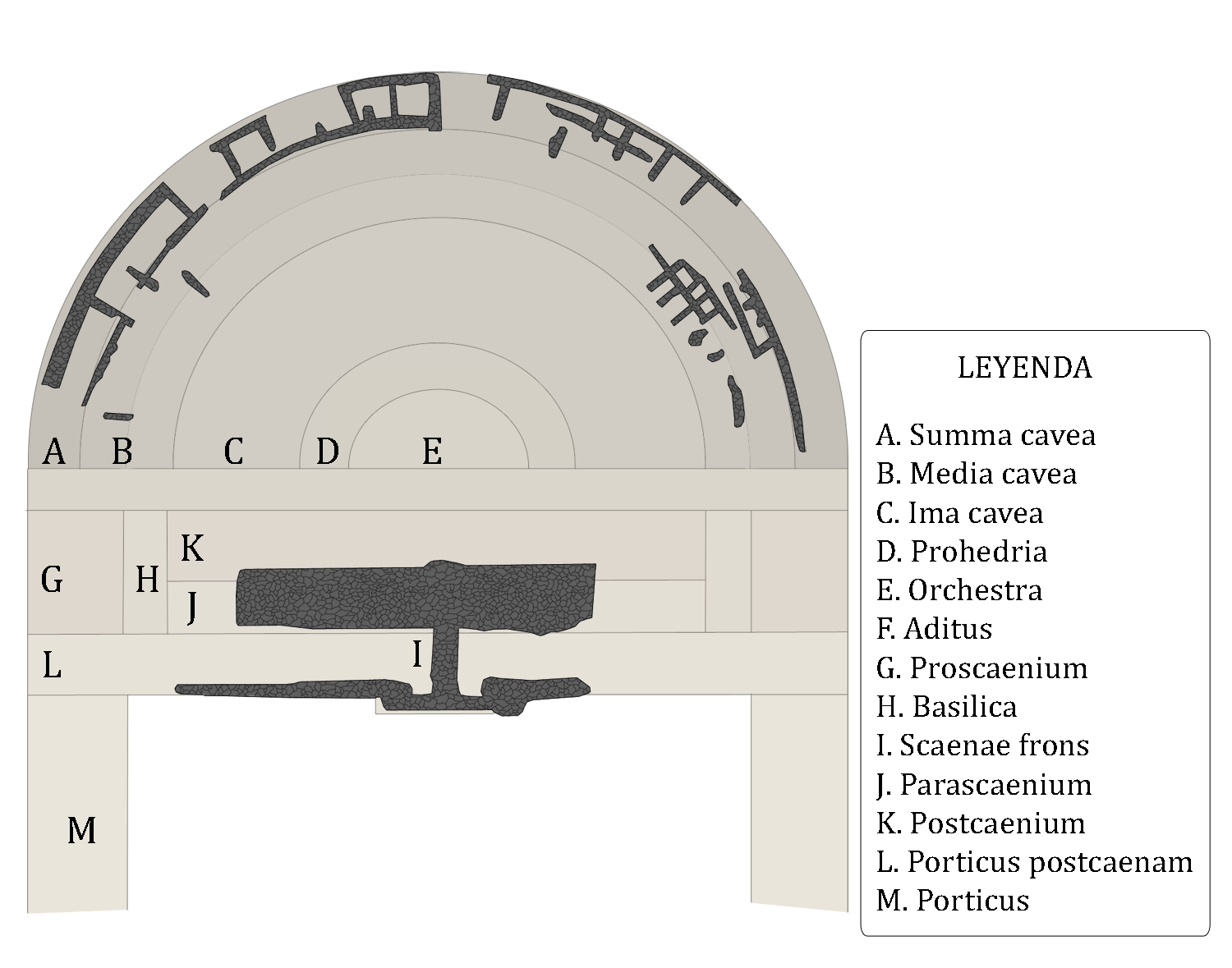
Théâtre
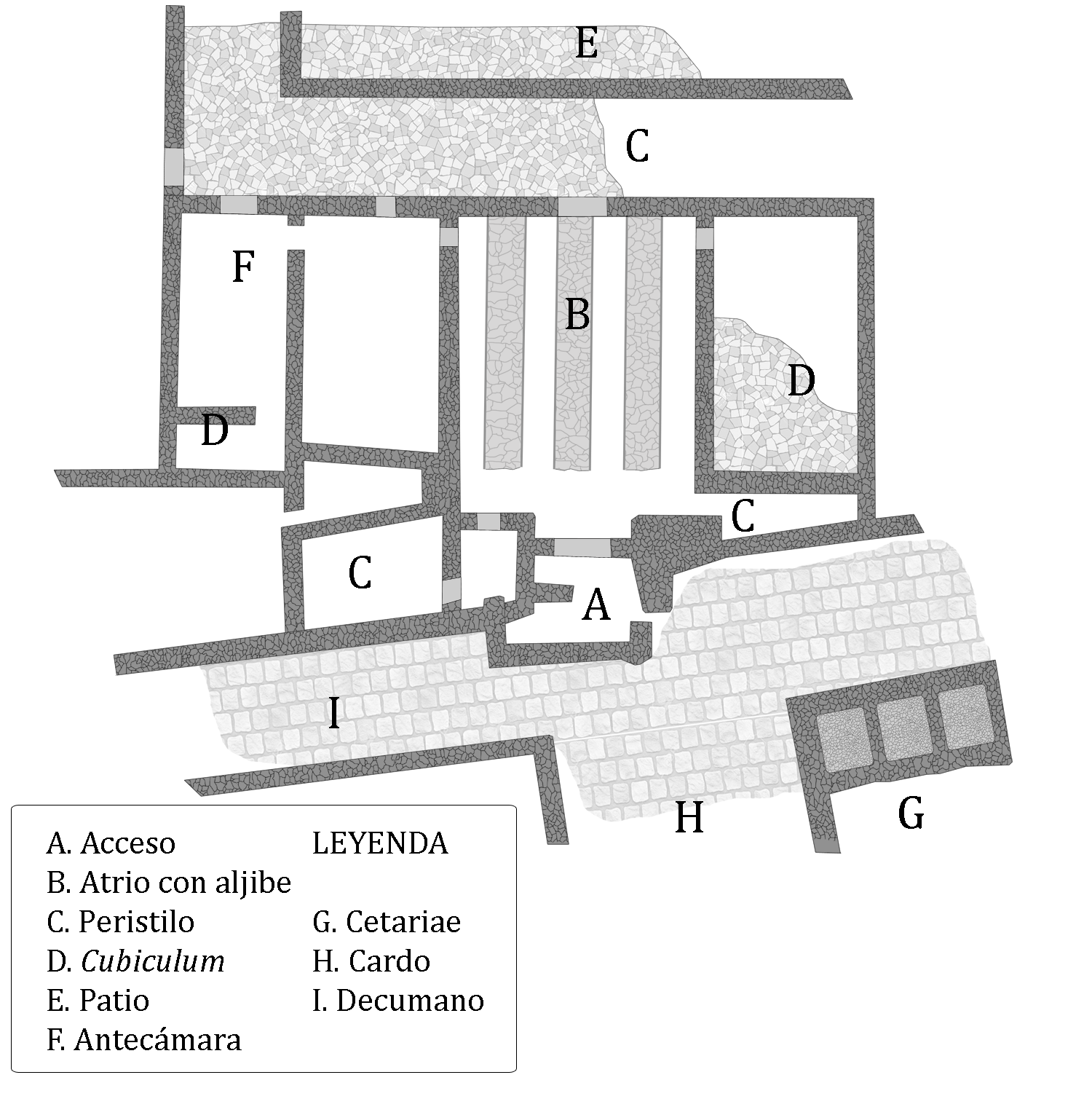
Domus

## Protection
La Torre de Cartagena, aussi appelée « Castillo de Carteia » ou « El Castellón », est inscrite dans le site archéologique de Carteia. Elle a été déclarée Bien de Interés Cultural avec le décret national de 1949 protégeant les châteaux. En 2007 le gouvernement d'Andalousie pose les limites physiques du terrain auquel s'applique ce décret : les 1 560 m2 du bâti, et 42 973 m2 de terrain autour de ce bâti.